# Georg Müller (Richter)
Karl Georg Müller (* 30. Dezember 1868 in Krauschütz; † 6. April 1945 in Leipzig) war ein deutscher Richter.

## Leben
Seine Vorfahren waren Landwirte. Der Sohn eines Domänenpächters und Amtsrats ging nach häuslichem Privatunterricht von 1882 bis 1887 auf das Königliche Albert-Gymnasium in Leipzig zur Schule. Dann studierte er Rechts- und Staatswissenschaften in Straßburg und Berlin. 1890 trat er in den Staatsdienst als Referendar ein. In der Referendarszeit leistete er seinen Militärdienst als Einjährig-Freiwilliger 1890/91 ab. 1895 wurde er Gerichtsassessor und arbeitete bei Gerichten und im Preußischen Justizministerium. Er wurde 1900 Amtsrichter in Eilenburg und 1906 Landrichter in Naumburg. Seit 1908 wirkte Müller als Oberlandesgerichtsrat am Oberlandesgericht Naumburg. Am Ersten Weltkrieg nahm er als Hauptmann der Landwehr bei der Feldartillerie an der Ost- und Westfront teil. 1917 erhielt er den Titel eines Geheimen Justizrats, 1922 wurde er zum Reichsgerichtsrat ernannt. Während seiner Tätigkeit am Reichsgericht gehörte Müller dem 1. Zivilsenat an. Einen Schwerpunkt seiner Tätigkeit bildete das Urheberrecht, an dessen Entwicklung in der reichsgerichtlichen Rechtsprechung er in den 1920er- und 1930er-Jahren maßgeblichen Anteil hatte.
In einem am 27. Juni 1936 verkündeten Urteil war Müller als Reichsgerichtsrat Berichterstatter in einem Revisionsverfahren des Berliner Filmkonzerns UFA gegen eine schweizerische Filmgesellschaft. Die UFA klagte auf Rückzahlung eines Vorschusses, da ein geplanter Film – eine Odysseus-Verfilmung mit Hans Albers – von dem jüdischen Regisseur Erik Charell gedreht wurde und sie ihm im nationalsozialistischen Deutschland keinen Erfolg mehr beimaß. Sie berief sich dabei auf eine Kündigungsklausel „… wegen Tod, Krankheit oder ähnlichem Grund“ – und drang damit durch. Die anschließend in der Juristischen Wochenschrift veröffentlichte Begründung des Urteils war für die deutsche Rechtsprechung folgenreich und präjudizierend, insoweit in Frage gestellt wurde, ob Juden als Rechtssubjekte betrachtet werden sollten.

„Wenn in Nr. 6 des Manuskriptvertrages vom 24. Februar 1933 davon die Rede ist, dass Charell „… durch Krankheit, Tod oder ähnlichem Grund nicht zur Durchführung seiner Regietätigkeit imstande sein sollte“, so ist unbedenklich eine aus gesetzlich anerkannten rassepolitischen Gesichtspunkten eingetretene Änderung in der rechtlichen Geltung der Persönlichkeit dem gleichzuachten, sofern sie die Durchführung der Regietätigkeit in entsprechender Weise hindert, wie Tod oder Krankheit es täte.“

„Der „ähnliche Grund“ wurde darin [in der Urteilsbegründung] durch eine rechtshistorische Analogie des Daseins eines Juden im Geltungsbereich der nationalsozialistischen Rassengesetzgebung zum „bürgerlichen Tod“ bestimmt…“
Zum 1. Januar 1937 schied Müller aus dem aktiven Justizdienst aus. Am 6. April 1945 kam er bei einem Luftangriff auf Leipzig ums Leben.

## Schriften
- Paul Sattelmacher, Grundrißkommentare BGB. 3. Buch. Sachenrecht bearbeitet von Georg Müller. Berlin 1936.
- Das Recht in Goethes Faust, Köln 1912 und 1957.
- Staat, Volk und Recht bei Richard Wagner, Berlin-Grunewald 1934.
- Das neue Rechtsbuch der katholischen Kirche, Langensalza 1928.
- Recht und Staat in unserer Dichtung, Hannover 1924.
- Bismarcks Gedanken über den Staat, Hannover 1923.
- Das Recht bei Richard Wagner, Berlin 1914.